# Olton (Texas)
La ville d’Olton est située dans le comté de Lamb, dans l’État du Texas, aux États-Unis. Elle comptait 2 215 habitants lors du recensement de 2010, estimée à 2 114 habitants en 2016.

## Source
- (en) Cet article est partiellement ou en totalité issu de l’article de Wikipédia en anglais intitulé « Olton, Texas » (voir la liste des auteurs).